# Rissa
Rissa (eller Årnset) är en tätort i Indre Fosens kommun i Trøndelag fylke i mellersta Norge. Orten utgör kommunens centralort såväl som största tätort. Tidigare utgjorde orten centralort i dåvarande Rissa kommun i Sør-Trøndelag fylke.